# ナミビアの世界遺産
ナミビアの世界遺産 （ナミビアのせかいいさん）はユネスコの世界遺産に登録されているナミビア国内の文化・自然遺産。
※この項目はウィキプロジェクト 世界遺産に準じて作成されています

## 文化遺産
- トゥウェイフルフォンテーン - (2007年)

## 自然遺産
- ナミブ砂海 - (2013年)

## 複合遺産
なし